# Miagrammopes scoparius
Espèce
Miagrammopes scoparius est une espèce d'araignées aranéomorphes de la famille des Uloboridae.

## Distribution
Cette espèce est endémique de Saint-Vincent à Saint-Vincent-et-les-Grenadines.

## Description
Le mâle décrit par Chickering en 1968 mesure 3,2 mm et les femelles jusqu'à 4,22 mm

## Publication originale
- Simon, 1892 : On the spiders of the island of St. Vincent. Part 1. Proceedings of the Zoological Society of London, vol. 1891, p. 549-575 (texte intégral).